# Skandinavsko gorovje
Skandinavsko gorovje ali Scandes je gorovje, ki poteka preko Skandinavskega polotoka. Zahodne strani gora se strmo spuščajo v Severno morje in Norveško morje ter tvorijo norveške fjorde, proti severovzhodu pa postopoma zavijajo proti Finski. Na severu tvorijo mejo med Norveško in Švedsko ter segajo 2000 metrov visoko v arktični krog. Gorovje se le dotika skrajnega severozahoda Finske, vendar je komaj kaj več kot hribovje na njihovem najsevernejšem podaljšku pri Nordkapu.
Gore so za mlado gorovje razmeroma visoke in ponekod zelo strme; na južnem Norveškem je Galdhøpiggen najvišji vrh celinske severne Evrope z 2469 metri; Kebnekaise je najvišji švedski vrh z 2104 m, medtem ko je greben Haltija s 1324 m najvišja točka na Finskem, čeprav je sam vrh Haltija na Norveškem.
Kopenska ekoregija skandinavskega gorskega brezovega gozda in travišč je tesno povezana z gorovjem.

## Imena v Skandinaviji
Imena v skandinavskih jezikih so: v švedščini Skandinaviska fjällkedjan, Skanderna (enciklopedična in strokovna raba), Fjällen ('fjeli', pogosti v pogovornem govoru) ali Kölen ('kobilica'), v norveščini pa Den skandinaviske fjellkjede, Skandesfjellene, Kjølen ('Kobilica') ali Nordryggen ('Severni greben', ime skovano leta 2013). Imeni Kölen in Kjølen se pogosto prednostno uporabljata za severni del, kjer gore tvorijo ozko verigo blizu meje med Norveško in Švedsko. Na južnem Norveškem je veliko razpršenih gorskih regij s posameznimi imeni, kot so Dovrefjell, Hardangervidda, Jotunheimen in Rondane.

## Orografija
Najvišji vrhovi gorske verige so večinoma skoncentrirani na območju (s povprečno nadmorsko višino nad 1000 m) med Stavangerjem in Trondheimom na južnem Norveškem, s številnimi vrhovi nad 1300 m in nekaterimi vrhovi nad 2000 m. Okoli Trondheimskega fjorda se vrhovi znižajo na nadmorsko višino na približno 400–500 m in se ponovno dvignejo do višin nad 1900 m bolj severno v švedski Laponski in bližnjih območjih Norveške. Južni del gorovja vsebuje najvišjo goro severne Evrope, Galdhøpiggen na skoraj 2500 m. Ta del gorske verige je tudi širši in vsebuje niz planot in rahlo valovitih površin, ki gostijo raztresene osamelce. Planote in valovite površine južnega Skandinavskega gorovja tvorijo vrsto stopničastih površin. Geomorfologinja Karna Lidmar-Bergström in sodelavci prepoznajo pet razširjenih stopničastih površin. V vzhodni Norveški se nekatere stopničaste površine združijo v eno samo površino. Dovrefjell in Jotunheimen se vzpenjata z najvišje stopničaste površine. V jugozahodni Norveški so planote in rahlo valovite površine močno razrezane s fjordi in dolinami. Gorska veriga je na Švedskem prisotna od severne Dalarne proti severu; južno od te točke leži Skandinavsko gorovje v celoti znotraj Norveške. Večini skandinavskih gora manjka alpska topografija, in kjer je prisotna, ni povezana z nadmorsko višino. Primer tega je razširjenost krnic na južnem Norveškem, ki jih je mogoče najti blizu morske gladine in na 2000 m. Večino krnic najdemo med 1000 in 1500 m.
Na vzhodu Skandinavsko gorovje meji z nižjimi in manj razčlenjenimi gorami, ki so v švedščini znane kot förfjäll (dobesedno 'predgorje'). Na splošno förfjäll ne presega 1000 m nadmorske višine. Kot geomorfna enota se förfjäll razteza čez Švedsko kot 650 km dolg in 40 do 80 km širok pas od Dalarne na jugu do Norrbottna na severu. Čeprav je förfjäll nižji od samega Skandinavskega gorovja, se zaradi izrazitega reliefa, velikega števila planot in skladnega sistema dolin razlikuje od tako imenovanega valovitega hribovitega terena (bergkullsterräng) in ravnin s preostalimi hribi (bergkullslätt), ki jih najdemo dlje vzhod.

## Podnebje, permafrost in ledeniki
Podnebje nordijskih držav je ob obali Norveške morsko, na Švedskem v padavinski senci Skandinavskega gorovja pa precej bolj celinsko. Kombinacija severne lege in vlage iz severnega Atlantskega oceana je povzročila nastanek številnih ledenih polj in ledenikov. V gorah temperatura zraka pada z naraščajočo nadmorsko višino in zaplate gorskega permafrosta v regijah s srednjo letno temperaturo zraka (MAAT) −1,5 °C bodo pozimi na vetru izpostavljenih območjih z malo snežne odeje. Višje lahko pričakujemo razširjen permafrost na višinah z MAAT −3,5 °C, neprekinjen permafrost na višinah z MAAT −6,0 °C.
V okviru projekta PACE (Permafrost and Climate in Europe), ki ga sponzorira EU, so v kamninsko podlago nad raziskovalno postajo Tarfala na nadmorski višini 1540 m izvrtali 100 m globoko vrtino. Stabilna temperatura tal na globini 100 metrov je še vedno −2,75 °C. Izmerjeni geotermalni gradient v vrtini 1,17 °C/100 m omogoča ekstrapolacijo debeline permafrosta v debelini 330 metrov, kar je dodaten dokaz, da neprekinjen permafrost obstaja na teh višinah in višje do vrha Kebnekaise.
V Skandinavskem gorovju se spodnja meja široko razširjenega diskontinuiranega permafrosta spusti s 1700 metrov na zahodu južne Norveške na 1500 metrov blizu meje s Švedsko in s 1600 metrov na severu Norveške na 1100 metrov na severnem, bolj celinskem Švedskem (območje Kebnekaise). V nasprotju s spodnjo mejo permafrosta je povprečna nadmorska višina ledenika (ali meja poledenitve) povezana s količino padavin. Tako snežna meja ali ledeniška ravnovesna črta kot meja med cono akumulacije in cono ablacije kaže nasproten trend, od 1500 metrov na zahodu (Jostefonn) do 2100 metrov na vzhodu (Jotunheimen).

## Geologija

### Podlaga
Večina kamnin v Skandinavskega gorovja je kaledonskih, kar pomeni, da jih je postavila kaledonska orogeneza. Kaledonske kamnine prekrivajo kamnine veliko starejših svecokarelskih in sveconveških geoloških provinc. Kaledonske kamnine dejansko tvorijo velike pokrove (švedsko skollor), ki so bili potisnjeni čez starejše kamnine. Velik del kaledonskih kamnin je bil erodiran, odkar so bile postavljene, kar pomeni, da so bile nekoč debelejše in bolj povezane. Iz erozije je tudi razvidno, da so vrhovi kaledonskih kamnin nekoč segali dlje proti vzhodu kot danes. Erozija je pustila preostale masive kaledonskih kamnin in okna predkambrijskih kamnin.
Čeprav obstajajo nekatera nesoglasja, geologi na splošno priznavajo štiri enote med pokrovi: najbolj zgornjo, zgornjo, srednjo in spodnjo enoto. Spodnjo enoto sestavljajo ediakarske (vendske), kambrijske, ordovicijske in silursko stare sedimentne kamnine. Kosi predkambrijskih ščitastih kamnin so ponekod vdelani tudi v nižji pokrov.
V silurskem in devonskem obdobju so bili kaledonski pokrovi zloženi na starejše kamnine in nase. To se je zgodilo v povezavi z zaprtjem Japetovega oceana, ko sta starodavni celini Lavrencija in Baltika trčili. To trčenje je povzročilo gorovje velikosti Himalaje, imenovano Kaledonsko gorovje, približno na istem območju kot današnje Skandinavsko gorovje. Kaledonsko gorovje je v devonu začelo post-orogenski kolaps, kar pomeni tektonsko širjenje in pogrezanje. Kljub temu, da se pojavljajo na približno istem območju, starodavne kaledonske gore in sodobne skandinavske gore niso povezane.

### Izvor
Geologi razpravljajo o izvoru današnje topografije gora. Geološko je Skandinavsko gorovje dvignjeno, pasivno celinsko obrobje, podobno goram in planotam na nasprotni strani severnega Atlantika v vzhodni Grenlandiji ali v avstralskem Velikem razvodnem masivu. Skandinavsko gorovje je doseglo svojo višino s tektonskimi procesi, ki se razlikujejo od orogeneze, predvsem v kenozoiku. Za Skandinavsko gorovje v južni Norveški je bil predlagan dvostopenjski model dviganja. Prva stopnja v mezozoiku in druga stopnja, ki se je začela v oligocenu. Dvig južne Norveške je povzdignil najbolj zahodni podaljšek subkambrijskega peneplaina, ki tvori del tega, kar je znano kot paleiško površje na Norveškem. V južni Norveški je imelo Skandinavsko gorovje glavno fazo dviga pozneje (neogen) kot v severni Skandinaviji, ki je imela glavno fazo dviga v paleogenu. Na primer, Hardangervidda se je v zgodnjem pliocenu dvignila z morske gladine na sedanjih 1200–1100 m.
Različne epizode dvigovanja Skandinavskega gorovja so bile podobne v orientaciji in nagnjenih kopenskih površinah proti vzhodu, medtem ko so rekam omogočale, da so zarezale pokrajino. Nekatere od nagnjenih površin sestavljajo pokrajino ravnic Muddus na severu Švedske. Progresivni nagib je prispeval k ustvarjanju vzporednega drenažnega vzorca severne Švedske. Domneva se, da je bil dvig posledica običajnih prelomov, vzporednih z obalo, in ne kupole brez napak. Zato je običajno označevanje južnih skandinavskih gora in severnih skandinavskih gora kot dveh kupol zavajajoče. Obstajajo deljena mnenja o razmerju med norveškimi obalnimi nižinami, nižino in vzpetinami gora.
Za razliko od orogenih gora ni splošno sprejetega geofizikalnega modela, ki bi razložil povišane pasivne celinske robove, kot je Skandinavsko gorovje. Vendar so bili skozi leta predlagani različni mehanizmi dviga. Študija iz leta 2012 trdi, da ima Skandinavsko gorovje in drugi dvignjeni pasivni kontinentalni robovi najverjetneje isti mehanizem dvigovanja in da je ta mehanizem povezan z napetostmi v daljnem polju v zemeljski litosferi. Skandinavsko gorovje lahko po tem pogledu primerjamo z velikansko antiklinalno litosfersko gubo. Gubanje je lahko povzročilo vodoravno stiskanje, ki deluje na prehodno območje tanke v debelo skorjo (kot so vsi pasivni robovi).
Alternativne smeri raziskav so poudarile vlogo podnebja pri povzročanju erozije, ki povzroča izostatično kompenzacijo; fluvialna in ledeniška erozija in vrezovanje v kvartarju naj bi prispevalo k dvigovanju gora s prisilitvijo izostatičnega odziva. Skupna količina dviga, ki ga povzroči ta mehanizem, bi lahko znašala celo 500 m. Drugi geoznanstveniki nakazujejo, da je diapirizem v astenosferi vzrok dviga. Ena od hipotez navaja, da je zgodnje dvigovanje Skandinavskega gorovja lahko posledica sprememb v gostoti litosfere in astenosfere, ki jih je povzročil islandski oblak, ko sta se Grenlandija in Skandinavija razcepili pred približno 53 milijoni let.

### Kvartarna geologija
Veliko pobočij in dolin je ravnih, ker sledijo tektonskim prelomom, ki so bolj nagnjeni k eroziji. Druga posledica tektonike v reliefu je, da so pobočja, ki ustrezajo vznožju normalnih prelomov, po navadi ravna. Obstajajo dokazi, da je bila drenažna ločnica med Norveškim morjem in jugovzhodno tekočimi rekami nekoč bolj zahodno. Ledeniška erozija naj bi prispevala k premiku ločnice, ki naj bi v nekaterih primerih znašala več kot 50 km. Velik del skandinavskih gora je izklesala ledeniška erozija. Gorska veriga je posejana z ledeniškimi krnicami, ki so običajno ločene druga od druge s predledeniškimi paleopovršinami. Ledeniška erozija je bila omejena na teh paleopovršinah, ki običajno tvorijo planote med dolinami. Kot take so bile paleopovršine med poledenitve predmet razhajajočega in počasnega toka ledu. V nasprotju z dolinami je koncentriran tok ledu, ki tvori hitre ledenike ali ledene tokove. Na nekaterih lokacijah združene krnice tvorijo skalne grebene (arête) in piramidalne vrhove. Ledeniško preoblikovanje dolin je bolj izrazito v zahodnem delu gorske verige, kjer utopljene doline v obliki ledenikov tvorijo norveške fjorde. V vzhodnem delu gorske verige je ledeniško preoblikovanje dolin šibkejše. Številni vrhovi gora vsebujejo polja balvanov, ki so ušla ledeniški eroziji tako, da so bila v ledeniških obdobjih nunataki ali da so bili zaščiteni pred erozijo pod hladnim ledeniškim ledom. Kraški sistemi z značilnimi jamami in vrtačami se pojavljajo na različnih mestih v Skandinavskem gorovju, vendar so pogostejši v severnih delih. Današnji kraški sistemi imajo lahko dolgo zgodovino, ki sega v pleistocen ali celo prej. Velik del gorovja je prekrit z usedlinami ledeniškega izvora, vključno z naplavinami, morenami, drumlini in ledeniško fluvialnim materialom v obliki odvodnih ravnic (sandur) in eskerjev. Gole skalne površine so pogostejše na zahodni strani gorovja. Čeprav se starost teh usedlin in reliefnih oblik razlikuje, jih je večina nastala v povezavi z Weichselsko poledenitvijo in kasnejšo deglaciacijo.
Kenozojske poledenitve, ki so prizadele Finoskandijo, so se najverjetneje začele v Skandinavskem gorovju. Ocenjuje se, da so v 50 % zadnjih 2,75 milijona let Skandinavsko gorovje gostilo ledene kape in ledena polja v središču gora. Ledena polja, iz katerih je večkrat zrasla finoskandijska ledena plošča, so bila najverjetneje podobna današnjim ledenim poljem v andski Patagoniji. Med zadnjim ledeniškim maksimumom (pribl. 20 tisoč pr. n. št.) so bile vse skandinavske gore prekrite s finoskandijskimi ledeniki. Ledena plošča, ki je segala daleč preko gora na Dansko, Nemčijo, Poljsko in nekdanjo ZSSR. Ko se je meja ledu začela umikati 22–17 tisoč let pred našim štetjem, se je ledena plošča vedno bolj koncentrirala v Skandinavskem gorovju. Recesija roba ledu je povzročila, da se je ledena plošča koncentrirala v dveh delih Skandinavskega gorovja, en del v južni Norveški in drugi v severni Švedski in Norveški. Ti dve središči sta bili nekaj časa povezani, tako da je povezava predstavljala glavno drenažno oviro, ki je oblikovala različna velika kratkotrajna z ledom zajezena jezera. Približno 10 tisoč let nazaj je povezava izginila in tudi južno središče ledene plošče tisoč let pozneje. Severno središče je ostalo še nekaj sto let in do 9,7 tisoč let pred našim štetjem je vzhodno gorovje Sarek gostilo zadnji ostanek finoskandijske ledene plošče. Ko se je ledena plošča umaknila v Skandinavsko gorovje, ni bilo podobno zgodnjemu gorskemu poledenitvi, ki je povzročilo nastanek ledene plošče, saj je ledena ločnica zaostajala, ko se je ledena masa koncentrirala na zahodu.

## Najvišje gore

### Norveška
Od 10 najvišjih gorskih vrhov v Skandinaviji (prominence nad 30 m) jih je šest v Opplandu na Norveškem. Ostale štiri so v Sogn og Fjordane na Norveškem.
1. 2469 m Galdhøpiggen (Innlandet)
2. 2465 m Glittertind (Innlandet)
3. 2405 m Trgovina Skagastølstind (Vestland)
4. 2387 m Trgovina Styggedalstinden vzhod (Vestland)
5. 2373 m Skarstind (Innlandet)
6. 2369 m Vesle Galdhøpiggen (Innlandet)
7. 2368 m Surtningssue (Innlandet)
8. 2366 m Store Memurutinden (Innlandet)
9. 2351 m Jervvasstind (Vestland)
10. 2348 m Sentraltind (Vestland)

- Galdhøpiggen viden iz zahoda, najvišja gora Norveške
- Glittertind
- Falketind v Jotunheimenu
- Pokrajina med narodnim parkom Abisko in Kebnekaise

### Švedska
Na Švedskem je 12 vrhov, ki segajo nad 2000 m visoko ali 13, odvisno od tega, kako so vrhovi definirani. Osem jih je v narodnem parku Sarek in sosednjem narodnem parku Stora Sjöfallet. Ostali štirje vrhovi so v severnejši regiji Kebnekaise. Vsa imena gora so v jeziku sami, vendar z običajnejšim švedskim črkovanjem.
1. 2104 m Kebnekaise (Laponska) – Opomba: Nadmorska višina vključuje vršni ledenik. Če se bo taljenje nadaljevalo, bi lahko Kebnekaise Nordtoppen, le 500 metrov stran, postal najvišja točka.
2. 2097 m Kebnekaise Nordtoppen (Laponska) – najvišja fiksna točka na Švedskem.
3. 2089 m Sarektjåkkå Stortoppen (Laponska)
4. 2076 m Kaskasatjåkka (Laponska)
5. 2056 m Sarektjåkkå Nordtoppen (Laponska)
6. 2043 m Kaskasapakte (Laponska)
7. 2023 m Sarektjåkkå Sydtoppen (Laponska)
8. 2016 m Akka Stortoppen (Laponska)
9. 2010 m Akka Nordvästtoppen (Laponska)
10. 2010 m Sarektjåkkå Buchttoppen (Laponska)
11. 2005 m Pårtetjåkka (Laponska)
12. 2002 m Palkatjåkka (Laponska)

### Finska
1. 1324 m Halti (Laponska/Laponska in norveški Troms)
2. 1317 m Ridnitsohkka (Laponska/Laponska)
3. 1280 m Kiedditsohkka (Laponska/Laponska)
4. 1240 m Kovddoskaisi (Laponsko/Laponska)
5. 1239 m Ruvdnaoaivi (Laponska/Laponska)
6. 1180 m Loassonibba (Laponska/Laponska)
7. 1150 m Urtasvaara (Laponska/Laponska)
8. 1144 m Kahperusvaarat (Laponska/Laponska)
9. 1130 m Aldorassa (Laponska/Laponska)
10. 1100 m Kieddoaivi (Laponska/Laponska)